# Наседкин, Николай Алексеевич
Николай Алексеевич Наседкин (1910, Москва — 26 августа 1943 года, Ленинград) — советский учёный, доктор технических наук, профессор, основоположник теоретического изучения торфа и процессов, протекающих при его переработке.

## Биография
Родился в 1910 году в Москве.
Окончил среднюю школу № 2 Замоскворецкого района города Москвы, в 1930 году продолжил обучение в Московском торфяном институте. Уже в студенчестве показал склонность к научной работе. В 1933 году принял участие в испытаниях пневматического комбайна на уборке фрезерного торфа на торфяной опытной станции. Первую его научную публикацию составили результаты проведённого им определения мощности при работе фрезуборочной щетки. Дипломный проект защитил на кафедре торфяной механики.
В 1934 году окончил Московский торфяной институт. Начал работать на торфяной опытной станции, заведовал цехом опытного машиностроения, в отделе механизации Шатурского торфопредприятия.
Желая продолжить образование, поступил в аспирантуру на кафедру торфяной механики. Выбирая тему кандидатской диссертации среди вариантов модернизации уже существовавшей фрезуборочной машины или определения зависимости воздействия гусеничных машин на деформацию торфяной залежи (ещё малоизученной на то время), склонился заняться исследованиями по второй теме. Получил направление в лабораторию инженерной геологии. Не ограничившись изучением инженерной геологии, знакомством с приборной базой и методологией исследовательских работ по грунтоведению, дополнительно прослушал курс высшей математики и физики в МГУ. Кроме того, по собственной инициативе попросил преподавателя химии в Московском торфяном институте, А. А. Березина, организовать индивидуальные занятия по коллоидной химии для определения дисперсной системы торфа.
Очень быстро, уже в 1936 году защитил кандидатскую диссертацию на тему: «Вопросы механики торфяного массива», обобщив все новые научные достижения в исследуемой им области. Создал курс «Физико‐механические свойства торфа» и организовал лабораторию по этому направлению, в которой провёл много экспериментов на созданной им же аппаратуре.
Наседкин быстро отзывался на запросы практики, использовал опыт грунтоведов, центробежную систему моделирования Г. И. Покровского. При изучении физико‐механических свойств торфа он первым обратил внимание на влияние капиллярного давления в торфе (наибольшего для верхового торфа и наименьшего у низинного торфа). Прояснил зависимость между объёмным весом торфа и его влажностью. Впервые применил принципы механики грунтов в торфоведении, показывал ограничения применения принципа К. Терцаги к торфу из-за его специфических свойств, установил зависимости коэффициента бокового давления от влажности торфа.
Впервые поставил работы по исследованию растяжения торфа и определению разрывающего усилия, важного для решения практических задач диспергирования торфа. Им было показано, например, что линейная связь напряжения и деформации справедлива для торфа со степенью разложения выше 40 %.
В 1937 году получил назначение заместителем директора Московского торфяного института по учебной и научной работе.
В 1940 году стал доктором технических наук, защитив в Московском горном институте диссертацию на тему: «Термодинамическая теория подобия и ее применение к моделированию почв и грунтов». Был утверждён профессором, стал заведовать кафедрой механической переработки торфа и возглавил лабораторию по изучению физико‐механических свойств дисперсных систем.
Трагически погиб 26 августа 1943 года в блокадном Ленинграде в результате наезда автомобиля (возможно, эта смерть не была случайной — Наседкин занимался вопросами прохождения бронированной техники по слабым грунтам).